# Bárbara Hernández
Pour les articles homonymes, voir Hernández.
Hernández  Huerta est un nom espagnol. Le premier nom de famille, en général paternel, est Hernández ; le second, en général maternel, souvent omis, est Huerta.
Bárbara Milenka Hernández Huerta, née le 31 décembre 1985 à Santiago, est une nageuse chilienne, spécialisée en nage en eau glacée. Elle est championne du monde dans cette discipline, qu'elle pratique depuis 2014.

## Biographie
En 2012, elle obtient sa licence de psychologie de l'université du Chili. Elle poursuit ensuite ses études et obtient un master en psychologie.
En 2018, elle est première au classement de l'International Winter Swimming Association. Son actuel entraîneur est Gabriel Torres Galaz.
Barbara Hernández ambitionne d'être la première nageuse chilienne à réaliser le défi Oceans Seven, qui consiste en sept nages en eaux libres sur grande distance. Elle en a déjà accompli cinq : détroit de Gilbratar, canal de Catalina, canal de la Manche, canal de Molokai et canal du Nord.

## Parcours sportif
Bárbara Hernández commence à nager à l'âge de 7 ans, mais ce n'est qu'en 2014 qu'elle découvre la nage en eau glacée, quand elle est invitée à nager au glacier Perito Moreno.
Les règles de la nage en eau glacée dépendent de l'International Winter Swimming Association (IWSA), dont le siège est en Finlande. La discipline ressemble à la natation en eau libre, mais la principale différence réside dans la température basse de l'eau. Une vingtaine de pays pratiquent actuellement cette discipline (qui aspire à devenir discipline olympique), entre autres le Chili, l'Argentine et l'Espagne.

### 2018

#### Championnat du Monde en eau glacée de Minsk, Biélorussie
La sportive obtient deux médailles d'or dans les épreuves de 450 et 200 mètres nage libre et une médaille d'argent aux 100 mètres brasse du Mondial de Minsk, en Biélorussie.

#### Traversée du détroit de Gibraltar
La sportive chilienne traverse les 15,1 kilomètres qui séparent l'Europe de l'Afrique au niveau du détroit de Gibraltar en trois heures et cinq minutes.

#### Championnat du monde en eau glacée, Tallinn, Estonie
Elle obtient deux médailles au cours du Championnat du monde en eau glacée qui se tient à Tallinn, Estonie.
La sportive arrive deuxième à l'épreuve des 200 mètres brasse, avec un temps de 3 min 46,32 s derrière l'allemande Birgit Bonauer (3 min 28,34 s) et troisième aux 450 mètres libres.

### 2019

#### Traversée du canal de Catalina en Californie, aux États-Unis
La nageuse devient la première femme chilienne à terminer la traversée du canal de Catalina, placé entre l'île Santa Catalina (Mexique) et la côte californienne des États-Unis. La sportive a parcouru les 33,7 kilomètres de cette traversée en 10 heures et 11 minutes.

#### Traversée de La Manche entre l'Angleterre et la France
Barbara Hernández est la première femme chilienne à traverser le canal de La Manche. Elle quitte Samphire Hoe (Angleterre) à 23:50 heure locale et atteint les côtes françaises plus de 12 heures plus tard.

#### Winter Swimming World Cup, Sibérie, Russie
La sportive obtient trois médailles d'or et sept médailles d'argent lors de la cinquième édition du Tyumen Open Cup, une des étapes du Winter Swimming World Cup, qui a lieu en Sibérie. Elle bat également son record personnel aux 450 mètres nage libre, avec 6 minutes et 30 secondes.
| Médailles obtenues | Épreuve                   |
| ------------------ | ------------------------- |
| Médaille d'or      | 450 mètres style libre    |
| Médaille d'or      | 200 mètres style libre    |
| Médaille d'or      | 25 mètres style papillon  |
| Médaille d'argent  | 25 mètres style libre     |
| Médaille d'argent  | 50 mètres style libre     |
| Médaille d'argent  | 100 mètres style libre    |
| Médaille d'argent  | 25 mètres style papillon  |
| Médaille d'argent  | 50 mètres style papillon  |
| Médaille d'argent  | 100 mètres style papillon |

#### Winter Swimming World Cup, Petrozavodsk, Russie
À Petrozavodsk, en Russie, la sportive obtient une médaille d'or (200 m libres), une médaille d'argent (25 m papillon) et deux médailles de bronze (100 m brasse et 25 m libres), dans des eaux à 4 ºC.

### 2020

#### Winter Swimming World Championshipen Slovénie
Le 4 février 2020, Barbara Hernández obtient 6 médailles à la Winter Swimming World Championship en Slovénie. Une médaille d'or aux 1 000 mètres libres, trois médailles d'argent et 2 médailles de bronze, dans des eaux qui avoisinent les 5 degrés Celsius.

#### Traversée du canal Beagle
Le 1er mars 2020, Hernández devient la première femme à traverser le canal Beagle. Elle traverse depuis le territoire argentin de Terre de Feu jusqu'à l'île Navarino de Puerto Williams,.
La nageuse a parcouru 9,4 kilomètres de distance en une heure, cinquante-cinq minutes et trente trois secondes, à une température de 7,9 degrés Celsius et sans utiliser de combinaison,,.
À la fin du parcours elle est accueillie par la dernière femme yagan parlant ce dialecte, Cristina Calderón, un peuple qui habitait les canaux et les côtes de cette zone et de l'archipel du Cap Horn,.

#### Île de Manhattan
Le 30 septembre 2020, elle devient la première chilienne à réaliser la course "20 bridges", qui consiste à faire le tour de l'île de Manhattan : elle parcourt les 47 kilomètres en 7h49min. Elle est ainsi la première chilienne à obtenir la "triple couronne" de nage en eaux vives (canal de la Manche, canal de Catalina, île de Manhattan).

#### Traversée du Lac Chungará
Le 28 novembre 2020, elle devient la première personne à traverser sans néoprène ni graisse le lac Chungará, un des plus hauts du monde.

### 2021
Le 23 janvier 2021 elle a nagé dans le lac glaciaire Leones (parc national Laguna San Rafael) et le 26 janvier 2021 dans le glacier Exploradores (parc national Laguna San Rafael). 
Le 24 mai 2021, elle devient la première sud-américaine à réaliser la traversée du canal Molokai : elle parcourt les 45 kilomètres en 15 heures et 41 minutes. 

### 2022
Le 22 juillet 2022, elle est la première sud-américaine et la quatrième latino-américaine à traverser à la nage le canal du Nord entre l'Écosse et l'Irlande : elle parcourt les 34,5 kilomètres en 12 heures et 8 minutes.

### 2023
Le 5 février 2023, Barbara Hernández réalise une performance inédite en nageant 2,5 kilomètres dans l'océan Austral en 45 minutes et 30 secondes dans une eau à 2 degrés Celsius. Elle entre ainsi dans le Livre Guinness des records et se rapproche de son objectif Oceans Seven.